# Marijan Anderson
Marijan Anderson (27. februar 1897 – 8. april 1993) bila je američka pevačica klasične i duhovne muzike. Muzički kritičar Alan Blajt je izjavio: „Njen glas je bio bogat, živopisan kontraalt intrinzične lepote”. Ona je nastupala na koncertima i recitalima u glavnim muzičkim događajima i sa poznatim orkestrima širom Sjedinjenih Država i Evrope između 1925. i 1965. godine. Iako su joj nuđene uloge u mnogim vodećim evropskim operskim kompanijama, Anderson je odbila, jer nije imala glumačku obuku. Ona je preferirala da nastupa na koncertima i recitalima, mada je izvodila operske arije u okviru svojih koncerata i recitala. Ona je napravila mnogo snimaka koji su odraz njenog širokog repertoara, koji se kretao od koncertne literature do lida do opere do tradicionalnih američkih pesama i duhovne muzike. Između 1940. i 1965. nemačko-američki pijanista Franz Rap bio je njen stalni pratitelj.
Њен деби у Метрополитену, први наступ једног црног певача, био је 1955. године, када је имала скоро шездесет година.

## Rani život i karijera
Marijan Anderson je rođena 27. februara 1897. godine u Filadelfiji, od oca Džona Berklija Andersona (oko 1872–1910) i majke Ani Delajle Raker (1874–1964). Njen otac je prodavao je led i ugalj na Reding terminalu u centru Filadelfije, a kasnije je otvorio malu prodavnicu pića. Pre braka, Marijanina majka je nakratko pohađala Virdžinijsku bobosloviju i koledž u Linčburgu i radila kao učiteljica u Virdžiniji. Kako nije stekla diplomu, Ani Anderson nije mogla da predaje u Filadelfiji po zakonu koji se primenjivao samo na crne nastavnike. Stoga je zarađivala brinući se o maloj deci. Marijana je bila najstarija od troje Andersonove dece. Njene dve sestre, Alis (1899–1965) i Etel (1902–1990), takođe su postale pevačice. Etel se udala za Džejmes Deprista, i njihov pokojni sin, Džejmes Anderson Deprist bio je zapaženi dirigent.
Andersonovi roditelji su bili i pobožni hrišćani i cela porodica je bila aktivna u unijskoj baptističkoj crkvi u Južnoj Filadelfiji. Marijanina tetka Meri, sestra njenog oca, bila je posebno aktivna u muzičkom životu crkve i primetivši talent svoje nećake, ubedila ju je da se pridruži juniorskom crkvenom horu sa šest godina. U toj ulozi imala je priliku da izvodi solo predstave i duete, često sa tetkom Meri. Marijanu je tetka takođe vodila na koncerte u lokalnim crkvama, YMCA, koncerte i druge muzičke događaje u zajednici širom grada. Anderson je uticaj svoje tetke navela kao razlog za započinjanje pevačke karijere. Počevši od njene šeste godine, njena tetka je omogućila Marijani da peva za lokalne funkcije, gde su joj često plaćali 25 ili 50 centi da otpeva nekoliko pesama. Kad je ušla u tinejdžersko doba, Marijana je počela da zarađuje četiri ili pet dolara za pevanje, što je bio znatan iznos novca za rani 20. vek. U svojoj 10. godini, Marijana se pridružila Narodnom horu pod vođstvom pevačice Eme Azalije Hakli, gde je često imala priliku za solo nastupe. Dana 21. marta 1919. godine, tokom Martovskog festivala muzike, ona je bila vodeća pevačica na koncertu benda i zborovskog društva Roberta Kertisa Ogdena u Egipatskoj hali u robnoj kući Džona Vonamejkera u Filadelfiji.

## Nasleđe
Život i umetnost Andersonove je inspirisao više autora i umetnika. Ona je bila primer i inspiracija i Leontine Prajs i Džesija Normana. Godine 1999. muzičku igru pod nazivom „Gospodaru, kakvo jutro: Priča o Marijan Anderson” je produkovao Kenedi centar. Mjuzikl je nosio naslov iz Andersonovog memoara, koji je Viking objavio 1956. Kongresna biblioteka je 2001. godine odabrala za očuvanje u Nacionalnom filmskom registru Sjedinjenih Država dokumentarni film iz 1939. godine sa naslovom Marijan Anderson: Linkolnov memorijalni koncert, kao delo od kulturnog, istorijskog ili estetskog značaja.
Godine 2002, naučnik Molefi Kit Asani je uključio Andersonovu u svoju knjigu 100 najvećih Afroamerikanaca. Dana 27. januara 2006. komemorativna američka poštanska marka odala je počast Andersonovoj u okviru serije o crnačkom nasledstvu. Andersonova je takođe prikazana na američkoj štednoj obveznici iz serije I od 5.000 dolara. Dana 20. aprila 2016, američki ministar finansija, Džejkob Lu, najavio je da će se Anderson pojaviti zajedno sa Elenor Ruzvelt i sufragiskinjom na poleđini redizajnirane novčanice od 5 dolara, koja bi trebalo da bude predstavljena 2020. godine, na stotu godišnjicu 19. amandmana Ustava kojim je ženama u Americi dodeljeno pravo glasa.
Kuća Marijan Anderson u Filadelfiji dodata je u Nacionalni registar istorijskih mesta 2011. godine.

## Biografski unosi
- Hamilton, David (1987). The Metropolitan Opera Encyclopedia: A Comprehensive Guide to the World of Opera. New York, London, Toronto, Sydney, Tokyo: Simon and Schuster. стр. 22. ISBN 978-0-671-61732-5..
- Hamilton, Mary (1990). A–Z of Opera. New York, Oxford, Sydney: Facts On File. стр. 17. ISBN 978-0-8160-2340-0..
- Rosenthal, Harold; Warrack, John (1979). The Concise Oxford Dictionary of Opera (2nd изд.). London, New York and Melbourne: Oxford University Press. стр. 11. ISBN 978-0-19-311318-3.
- Sadie, Stanley and Christina Bashford (1992). The New Grove Dictionary of Opera. 1. стр. 123. ISBN 978-0-935859-92-8.. London: Macmillan Publishers Ltd. .
- Sadie, Stanley and John Tyrrell. .The New Grove Dictionary of Music and Musicians. 1. London: Macmillan Publishers Ltd. 2001. стр. 615. ISBN 978-0-333-60800-5.
- Warrack, John; West, Ewan (1996). The Concise Oxford Dictionary of Opera (3rd изд.). New York: Oxford University Press. стр. 13. ISBN 978-0-19-280028-2..
- Kennedy Center, "Biography of Marian Anderson"
- Virtual Museum of History, "Marian Anderson"
- FemBio, "Marian Anderson"
- Bach Cantatas, "Biography and Bach Cantatas Recordings"
- Carlton Higginbotham, "Biography of Marian Anderson"

## Detaljno istraživanje
- Arsenault, Raymond (2009). The Sound of Freedom: Marian Anderson, the Lincoln Memorial, and the concert that awakened America. ISBN 978-1-59691-578-7.
- Freedman, Russell (2004). The Voice that Challenged a Nation: Marian Anderson and the Struggle For Equal Rights. New York: Clarion Books. ISBN 978-0-618-15976-5.
- Keiler, Allan (2000). Marian Anderson: A Singer's Journey. Scribner. ISBN 9780684807119.
- Sims-Wood, Janet L (1981). Marian Anderson, An Annotated Bibliography and Discography. Connecticut: Greenwood Press. ISBN 978-0-313-22559-8.
- Voice of America segment on Marian Anderson
- Online exhibition at the University of Pennsylvania Library, largest online collection of images, includes Anderson's papers, audio and film archives.
- Marian Anderson Historical Society

## Spoljašnje veze
- Marian Anderson na sajtu  (jezik: engleski)
- The short film Army-Navy Screen Magazine, No. 41 (Reel 2) (1944) is available for free download at the Internet Archive
- „Marian Anderson FBI file”.